# Antillengemeenten

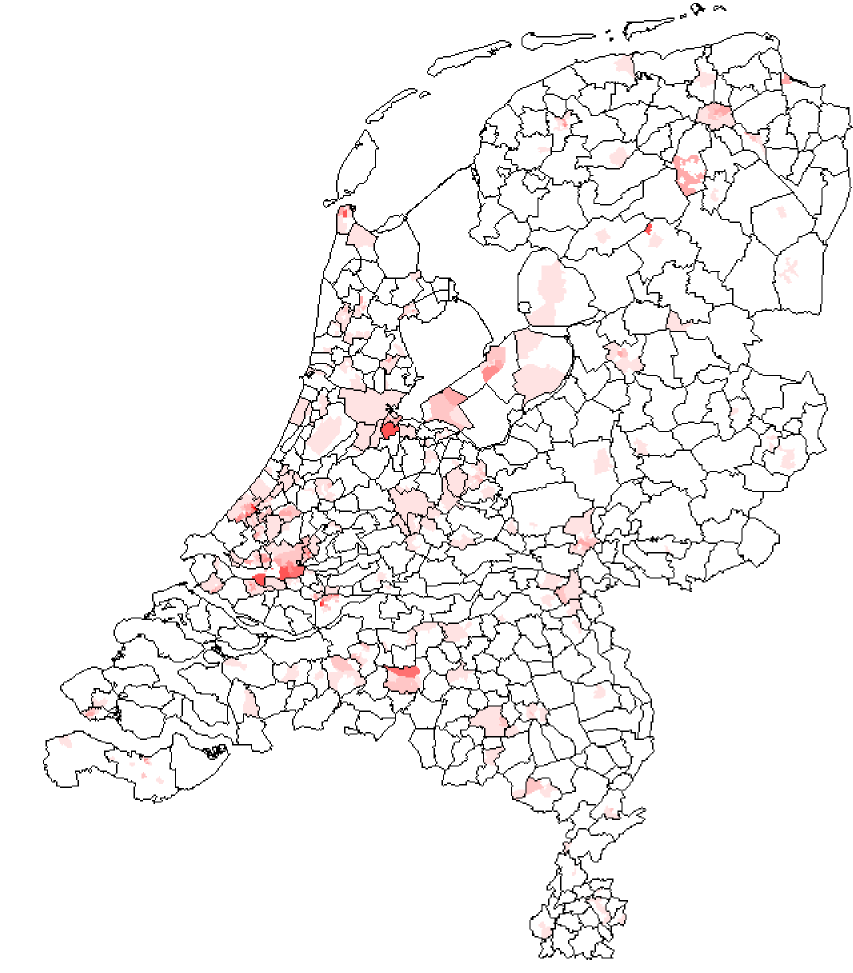
Percentage Antilianen per gemeente en wijk. Volledig rood is max 9% van de bevolking. Bron: CBS 2007

Antillengemeenten ofwel Antillianengemeenten zijn 22 Nederlandse gemeenten met een relatief hoog percentage Antilliaanse immigranten.
Om de problemen die voortvloeien uit het gedrag van vooral jongeren uit de Antilliaanse 'onderklasse' goed te kunnen aanpakken hebben deze gemeenten zich verenigd in een werkgroep binnen de VNG. Het overleg staat onder leiding van de burgemeester van Dordrecht.
De 22 Antillengemeenten per provincie zijn: 
Zuid-Holland: Capelle aan den IJssel, Dordrecht, Den Haag, Rotterdam, Schiedam, Vlaardingen, enZoetermeer
Noord-Holland: Amsterdam en Den Helder
Flevoland: Almere en Lelystad
Noord-Brabant: Breda, Eindhoven en Tilburg
Groningen: Delfzijl en Groningen
Gelderland: Arnhem en Nijmegen
Utrecht: Amersfoort
Overijssel: Zwolle
Zeeland: Vlissingen
Friesland: Leeuwarden

Rotterdam, Dordrecht, Den Helder, Eindhoven, Den Haag, Amsterdam en Groningen worden als de belangrijkste Antillengemeenten gezien. 